# 晋绥军区第一野战医院前青塘旧址
晋绥军区第一野战医院前青塘旧址，位于山西省吕梁市临县安业乡前青塘村，已列为山西省文物保护单位。

## 保护
2021年8月4日，晋绥军区第一野战医院前青塘旧址由山西省人民政府公布为第六批山西省文物保护单位，编号6-309。